# Cyrilla
Cyrilla racemiflora, es la única especie de plantas en el género Cyrilla; es una fanerógama de la familia de las Cyrillaceae, nativa de regiones templadas a tropicales de América, desde el sudeste de EE. UU. (áreas costeras desde el sudeste de Texas, este a sudeste de Virginia), sur a través del Caribe, México (Oaxaca) y América Central al norte de Brasil y Colombia. En la zona de Vueltabajo en Cuba recibe el nombre común de llorona.

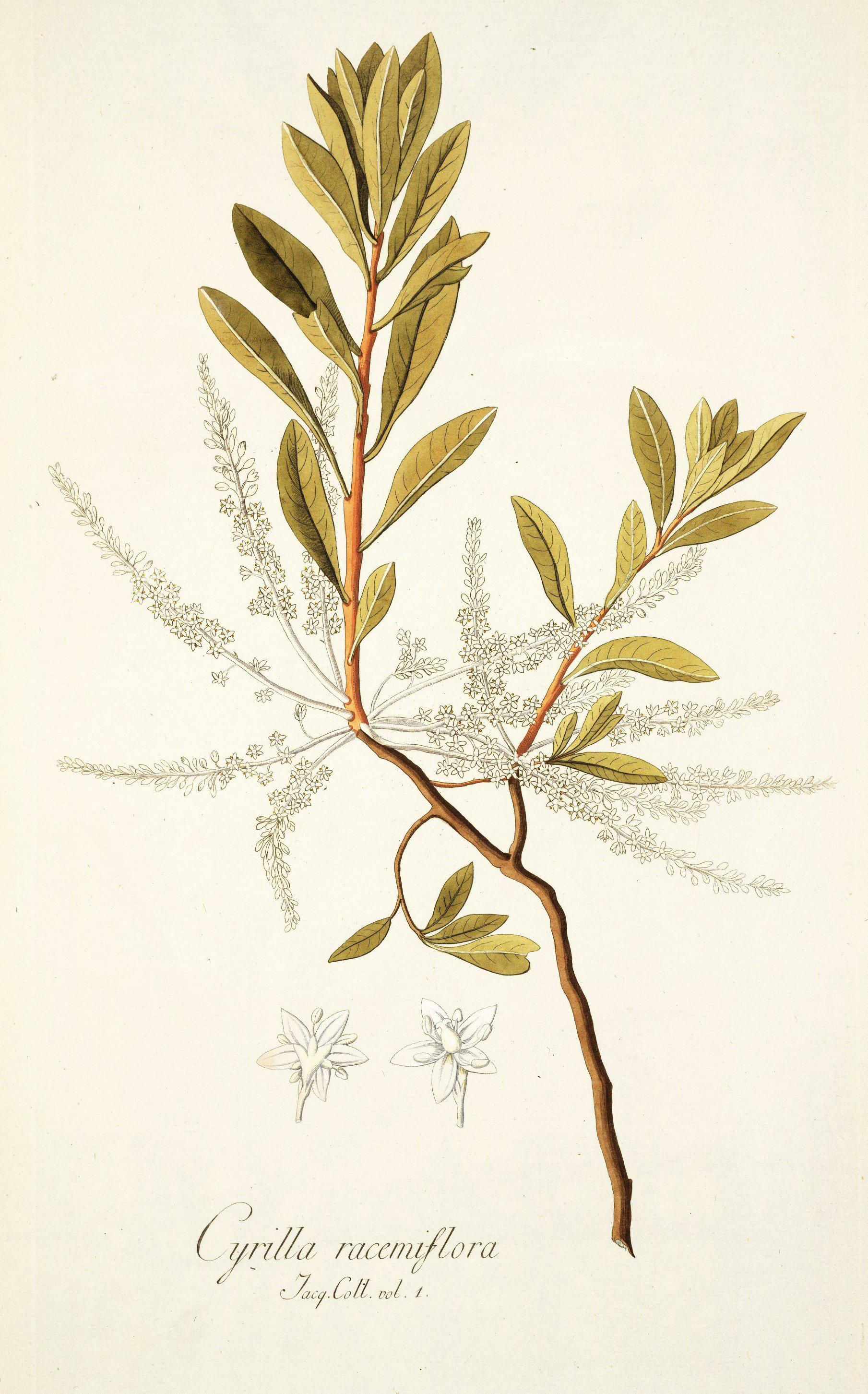
Ilustración

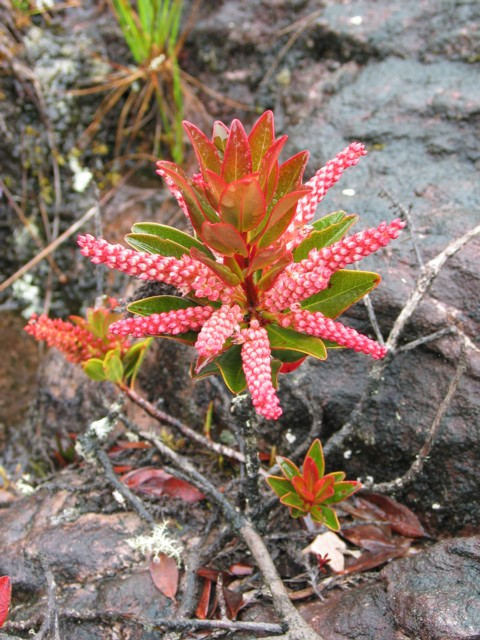
Detalle de la flor

## Distribución y hábitat
Crece en pantanos, a lo largo de corrientes, bahías, praderas encharcadas, depresiones, prefiriendo suelos ácidos, arenosos. En los trópicos, es un pequeño árbol hasta de 10 m o más de altura, pero también un arbusto de hasta 4 m en regiones templadas. Se la reconoce por sus flores blancas muy vistosas en los meses de verano. Es básicamente siempreverde, pero en el otoño algunas hojas tornasolean a brillantes rojos antes de caer, y las plantas en esas áreas templadas se comportan como caducos.

## Descripción
Las hojas son alternas, simples, oblanceoladas a ovales, angostas en la base, gruesas, sin dentados, glabras, a veces cercanas a siempreverdes, de vainas reticuladas, de 4 a 10 cm de longitud y de 1, 2 a 3 cm de ancho. Las flores son compuestas en racimos de 8 a 15 cm de longitud, en las ramas del previo año; cada flor tiene 5 a 10 mm de diámetro, con cinco pétalos blancos, y mantenidas por una bráctea. El fruto es una cápsula amarillo marrón de 2 a 3 mm de long.
A pesar de ser generalmente tratada como una sola especie, algunos botánicos en el pasado habían dividido Cyrilla racemiflora en varias especies. Los sinónimos incluyen C. antillana, C. arida, C. brevifolia, C. caroliniana, C. cubensis, C. fuscata, C. nipensis, C. nitidissima, C. parvifolia, C. perrottetii, C. polystachia.

## Taxonomía
Cyrilla racemiflora fue descrita por Carlos Linneo y publicado en Systema Naturae, ed. 12 2: 182. 1767.
Sinonimia
- Cyrilla antillana Michx.
- Cyrilla antillana var. perrottetii (Briq.) Briq.
- Cyrilla brevifolia N.E.Br.
- Cyrilla caroliniana Michx.
- Cyrilla cubensis P.Wilson
- Cyrilla cubensis subsp. nipensis (Urb.) Borhidi
- Cyrilla cubensis subsp. nitidissima (Urb.) Borhidi
- Cyrilla fuscata Raf.
- Cyrilla nipensis Urb.
- Cyrilla nitidissima Urb.
- Cyrilla parvifolia Shuttlew.
- Cyrilla perrottetii Briq.
- Cyrilla polystachia Raf.
- Itea caroliana Lam.
- Itea caroliniana Lam.
- Itea cyrilla L'Hér.
- Itea floribunda Salisb.
- Itea virginica L.
- Stachyanthemum schomburgkii Klotzsch[3]